# Keetia tenuiflora
Keetia tenuiflora là một loài thực vật có hoa trong họ Thiến thảo. Loài này được (Welw. ex Hiern) Bridson mô tả khoa học đầu tiên năm 1986.